# Данаїди
Данаї́ди (грец. Δαναΐδες) — 50 дочок напівлегендарного аргоського царя Даная, що всі, крім одної, вбили своїх чоловіків, за що були покарані після смерті.

## Данаїди в міфах
Цар Данай був посварений з братом Єгиптом через спадок і брати домовилися примиритись, одруживши своїх дітей. Данай мав 50 дочок від наяд, гемадріад та інших жінок, тоді як Єгипт 50 синів. Оракул однак провістив Данаю, що Єгипт уб'є всіх його дітей (чи його самого), тому цар вирушив з дочками в Грецію, зупинившись на Родосі. На честь данаїд було названо міста Родоса: Лінд, Іаліс і Камір. Коли вони прибули у володіння Геланора в Арголіді, з гір спустився вовк і вбив худобу Геланора, що було витлумачено як знак визнати Даная новим царем.
Інах раніше оголосив землі Арголіди присвяченими богині Гері, за що Посейдон позбавив їх води і царство потерпало від посухи. Тому Данай відправив своїх дочок на пошуки способу умилостивити Посейдона. Одна з них, Амміона, розбудила у лісі сатира і коли той намагався оволодіти нею, покликала на допомогу Посейдона. Той убив сатира своїм тризубцем і Амміона за це віддалася йому. Посейдон натомість сказав, що коли вона витягне застряглий у скелі тризубець, звідти потече вода. Так утворилося джерело, що дало початок річці Лерна, котра ніколи не пересихає. У столиці Арголіди Аргосі данаїди викопали криниці, чотири з яких було визнано священними.
Тим часом Єгипт відправив своїх синів розшукати Даная і його дітей. Ті підступно погодилися на весілля, замисливши вбити данаїд у шлюбну ніч. Коли Данай відмовився, вони взяли Аргос в облогу. Під час облоги всі колодязі в місті пересохли, тож Данай погодився на умови.
Дочок Даная і синів Єгипта було одружено, підбираючи пару за схожістю імен або випадково за жеребом. Данай дав дочкам гострі шпильки, щоб ті вночі вбили ними своїх чоловіків. Опівночі вони здійснили вбивства, за винятком Гіперменестри, оскільки призначений їй Лінкей не посягнув на її цноту. Вона допомогла Лінкею втекти до однойменного міста, де той на знак порятунку запалив вогонь, а Гіперменестра у відповідь запалила вогонь вдома. Звідси походив звичай щороку давати такі знаки між Лінкеєю та Аргосом. Данай став вимагати для неї страти, але судді виправдали її за заслуги — Гіперменестра встановила статую Афродіти і присвятила одне зі святилищ Артеміді.
Після цього Данай спробував видати дочок заміж за інших чоловіків. Було влаштовано змагання з бігу, в якому переможець міг би сам обрати собі наречену. Спочатку мало хто наважився одружитися з убивцями, але згодом данаїд було видано заміж і їхні нащадки називалися данайцями. Лінкей пізніше воз'єднався з Гіперменестрою, вбив Даная і зайняв його трон.
Данаїд було очищено в Лернейському озері, проте боги все одно призначили їм після смерті покарання. В царстві Аїда данаїди мусили вічно носити воду дірявими глеками. За відомішим варіантом — заповнювати водою бездонну бочку.

## Перелік данаїд
| №. | Данаїди           | Матері данаїд               | Чоловіки   | Матері чоловіків | №. | Данаїди          | Матері данаїд | Чоловіки         | Матері чоловіків |
| -- | ----------------- | --------------------------- | ---------- | ---------------- | -- | ---------------- | ------------- | ---------------- | ---------------- |
| 1  | Гіперменестра     | Елефантіс                   | Лінкей     | Аргифія          | 26 | Хрисіппа         | Memphis       | Хріссіп          | Tyria            |
| 2  | Горгофона         | Елефантіс                   | Протей     | Аргифія          | 27 | Автоноя          | Поліксо       | Еврилох          | Каллідана        |
| 3  | Автомата          | Європа                      | Бусіріс    | Аргифія          | 28 | Теано            | Поліксо       | Фант             | Каллідана        |
| 4  | Амімона           | Європа                      | Енцелад    | Аргифія          | 29 | Електра          | Поліксо       | Перістен         | Каллідана        |
| 5  | Агава             | Європа                      | Лукус      | Аргифія          | 30 | Клеопатра (інша) | Поліксо       | Гермус           | Каллідана        |
| 6  | Скея              | Європа                      | Дайфорон   | Аргифія          | 31 | Евридіка         | Поліксо       | Драй             | Каллідана        |
| 7  | Гіпподамія        | Алантея, Феба та Гамадріада | Ітрус      | арабки           | 32 | Главсіппа        | Поліксо       | Потамон          | Каллідана        |
| 8  | Родія             | Алантея, Феба та Гамадріада | Халкодон   | арабки           | 33 | Антелея          | Поліксо       | Кіссей           | Каллідана        |
| 9  | Клеопатра         | Алантея, Феба та Гамадріада | Агенор     | арабки           | 34 | Клеодора         | Поліксо       | Лікс             | Каллідана        |
| 10 | Астрея            | Алантея, Феба та Гамадріада | Хает       | арабки           | 35 | Евіппа (інша)    | Поліксо       | Імбр             | Каллідана        |
| 11 | Гіпподамія (інша) | Алантея, Феба та Гамадріада | Діокрист   | арабки           | 36 | Ерато            | Поліксо       | бромій           | Каллідана        |
| 12 | Глауса            | Алантея, Феба та Гамадріада | Алекс      | арабки           | 37 | Стігна           | Поліксо       | Поліктор         | Каллідана        |
| 13 | Гіппомедуза       | Алантея, Феба та Гамадріада | Алкменор   | арабки           | 38 | Бріка            | Поліксо       | Хтоній           | Каллідана        |
| 14 | Горга             | Алантея, Феба та Гамадріада | Гіппоіой   | арабки           | 39 | Актея            | Піерея        | Періф            | Горго            |
| 15 | Іфімедуза         | Алантея, Феба та Гамадріада | Евгенор    | арабки           | 40 | Подарка          | Піерея        | Оен              | Горго            |
| 16 | Рода              | Алантея, Феба та Гамадріада | Іпполіт    | арабки           | 41 | Діоксіппа        | Піерея        | Єгипт            | Горго            |
| 17 | Пірена            | ефіопки                     | Агаптолем  | фінікійки        | 42 | Адіта            | Піерея        | Меналек          | Горго            |
| 18 | Доріон            | ефіопки                     | Серсет     | фінікійки        | 43 | Осипета          | Піерея        | Ламп             | Горго            |
| 19 | Фатіс             | ефіопки                     | Евридамант | фінікійки        | 44 | Піларга          | Піерея        | Ідмон            | Горго            |
| 20 | Мнестра           | ефіопки                     | Ігій       | фінікійки        | 45 | Гіпподіка        | Герсе         | Ідас             | Гефестина        |
| 21 | Евіппа            | ефіопки                     | Ігіс       | фінікійки        | 46 | Адіанта          | Герсе         | Дайфорон (інший) | Гефестина        |
| 22 | Анаксібія         | ефіопки                     | Архелай    | фінікійки        | 47 | Каллідіса        | Кріно         | Пандіон          | Гефестина        |
| 23 | Нело              | ефіопки                     | Монемах    | фінікійки        | 48 | Оема             | Кріно         | Арбел            | Гефестина        |
| 24 | Кліте             | Мемфіс                      | Кліт       | Тирія            | 49 | Калеано          | Кріно         | Гіпербій         | Гефестина        |
| 25 | Стренела          | Мемфіс                      | Стенел     | Тирія            | 50 | Гіперіппа        | Кріно         | Гіппокорист      | Гефестина        |

## Трактування міфу про данаїд
Згідно Роберта Грейвса, у міфі про данаїд відображено прихід у Грецію еллінів та їхні спроби викорінити місцевий культ. Данаїди були жрицями, що виконували ритуали з використанням води, ллючи її на землю з метою викликати дощ, звідси їх постійний зв'язок з водою і водоймами. Ці ж жриці імовірно зображені в міфах про Геракла в образі чудовиська гідри. Вбивство данаїдами чоловіків свідчить про невдалу першу спробу викорінити культ. Коли лідер еллінів, зображений як Лінкей, після другої спроби одружився зі старшою жрицею, інших жриць було роздано в дружини еллінським вождям. Ім'я Лінкей імовірно було царським титулом, як і Єгипт та Данай.
Діряві глеки данаїд могли використовуватися в їхніх ритуалах для проливання води, подібно як сита, що пізніше вважалися атрибутом відьом. Вбивство чоловіків шпильками може вказувати на спосіб ритуального вбивства царя-жерця, поширений до приходу еллінів. Вогні, запалені Гіперменестрою і Лінкеєм, відображають обряд на честь початку весни і шанування сонця.